# Foetidia retusa
Foetidia retusa là một loài thực vật có hoa trong họ Lecythidaceae. Loài này được Blume mô tả khoa học đầu tiên năm 1850.